# Appuntamento a ora insolita
Appuntamento a ora insolita è un film del 2008, diretto da Stefano Coletta e interpretato, tra gli altri, da Ricky Tognazzi e Beppe Fiorello.

## Riconoscimenti
- Michele Alhaique, miglior attore non protagonista, Santa Marinella Film Festival 2008